# Landman (village)
 (mai 2024).
 (mai 2024).
La mise en forme du texte ne suit pas les recommandations de Wikipédia : il faut le « wikifier ».
Les points d'amélioration suivants sont les cas les plus fréquents :
- Les titres sont pré-formatés par le logiciel. Ils ne sont ni en capitales, ni en gras.
- Le texte ne doit pas être écrit en capitales (les noms de famille non plus), ni en gras, ni en italique, ni en « petit »…
- Le gras n'est utilisé que pour surligner le titre de l'article dans l'introduction, une seule fois.
- L'italique est rarement utilisé : mots en langue étrangère, titres d'œuvres, noms de bateaux, etc.
- Les citations ne sont pas en italique mais en corps de texte normal. Elles sont entourées par des guillemets français : « et ».
- Les listes à puces sont à éviter, des paragraphes rédigés étant largement préférés. Les tableaux sont à réserver à la présentation de données structurées (résultats, etc.).
- Les appels de note de bas de page (petits chiffres en exposant, introduits par l'outil «  Source ») sont à placer entre la fin de phrase et le point final[comme ça].
- Les liens internes (vers d'autres articles de Wikipédia) sont à choisir avec parcimonie. Créez des liens vers des articles approfondissant le sujet. Les termes génériques sans rapport avec le sujet sont à éviter, ainsi que les répétitions de liens vers un même terme.
- Les liens externes sont à placer uniquement dans une section « Liens externes », à la fin de l'article. Ces liens sont à choisir avec parcimonie suivant les règles définies. Si un lien sert de source à l'article, son insertion dans le texte est à faire par les notes de bas de page.
- La présentation des références doit suivre les conventions bibliographiques. Il est recommandé d'utiliser les modèles {{Ouvrage}}, {{Chapitre}}, {{Article}}, {{Lien web}} et/ou {{Bibliographie}}. Le mode d'édition visuel peut mettre en forme automatiquement les références.
- Insérer une infobox (cadre d'informations à droite) n'est pas obligatoire pour parachever la mise en page.

Pour une aide détaillée, merci de consulter Aide:Wikification.
Si vous pensez que ces points ont été résolus, vous pouvez retirer ce bandeau et améliorer la mise en forme d'un autre article.
Pour les articles homonymes, voir Landman (homonymie).
Landman (allemand). Landmann) - qui signifie "agriculteur" en allemand, est une colonie historique allemande, dont la première mention remonte à 1895. (kaz. Ландман) est un village du district d'Altaï de la région du Kazakhstan oriental au Kazakhstan. Il fait partie du district rural de Maleevsky. Il est situé sur la rive droite de la rivière Berezovka, à la périphérie nord-est du centre du district, la ville d'Altaï. Le code KATO est 634833300.

## Histoire
Le village a été habité par des Allemands de 1895 à 1916, leur nombre était de 17 personnes. Les informations sur le village et ses habitants sont contenues dans diverses sources de données, y compris le CPSU de l'entreprise d'État de la République du Kazakhstan, l'AG de la région du Kazakhstan oriental, la base de données "Victims of Political Terror in the URSS", le Centre "Returned Names" à Nijni Tagil et le Livre de mémoire des prisonniers allemands soviétiques de Tagillag.

### Secteur agricole et agro-industriel
L'un des domaines clés du développement de l'économie de Landman est l'agriculture. En raison de son climat et de ses terres fertiles, le village est célèbre pour ses récoltes de légumes et de fruits depuis les temps anciens. Les données historiques indiquent la présence de sites d'essai (entreprises de semis) où des expériences de plantation de légumes et de fruits ont été menées, ce qui a contribué à l'amélioration des méthodes agricoles et à l'augmentation des rendements.
Depuis de nombreuses années, la principale activité agricole de Landman a été l'agriculture. Les cultures céréalières étaient cultivées dans les vastes champs du village. Le village était également dominé par des serres, ils cultivaient des légumes et des fruits tels que (concombres, pastèques).

### Club et autres institutions du village
Il y avait un club dans le village qui jouait un rôle important dans la communication des résidents, organisant divers événements et programmes culturels. À l'époque de l'URSS, le Club était un centre actif où se tenaient des réunions, des soirées créatives et d'autres événements.
Il y avait aussi une épicerie dans le village, qui fournissait aux résidents locaux tout ce dont ils avaient besoin. Ce magasin était un débouché important où les villageois pouvaient acheter de la nourriture et des produits de première nécessité.
En outre, il y avait un centre médical dans le village qui fournissait des soins médicaux aux résidents. Cependant, après l'effondrement de la ferme d'État dans les années 90, ces institutions ont cessé de fonctionner.
La "École d'Landman" a également fonctionné à Landman, où la formation a été dispensée en quatre classes. Les résidents du village étaient principalement employés dans la "ferme d'État de Berezovsky, dans la branche №2".
De plus, il y avait un jardin dans la colonie (pommes, cerises, etc.). Ce fait se reflète dans l'histoire du village par le changement de la rue Sovetskaya en rue Sadovaya, ce qui symbolise l'importance du jardinage et de la culture du jardin dans l'histoire de Landman.

### De l'arrêt de bus au mur de la mémoire
L'un des éléments notables de l'histoire du village était l'arrêt de bus existant, où un bus urbain régulier passait auparavant, assurant la communication avec la ville et les établissements les plus proches. C'était un moyen de transport important pour les résidents locaux.
Cependant, au fil du temps, à mesure que l'infrastructure de transport se développait et que la demande de services de transport public changeait, l'arrêt de bus s'est arrêté. Ce moment est devenu une étape importante dans l'histoire du village, notant les changements dans la vie de ses habitants et l'adaptation à de nouvelles conditions.
Fait intéressant, plus tard, sur le site de l'ancien arrêt de bus, une initiative inhabituelle de la part des résidents locaux est apparue. Le mur, qui servait auparavant à abriter le bus et d'autres informations, s'est transformé en un "mur de mémoire". Les habitants du village ont commencé à y laisser leurs marques, en indiquant leurs noms, leurs événements importants, les lieux liés à leur vie et l'histoire du village.
Ce mur est devenu non seulement un lieu pour les messages et les notes, mais une sorte d'artefact reflétant la mémoire et l'histoire collectives de Landman. Ici, chaque disque fait partie d'une histoire commune, symbolisant l'unicité et l'esprit de ce petit mais significatif village.
Le village faisait partie du district rural aboli de Berezovsky jusqu'en 2013.

### 2020-2021
Le village a construit (BMS) - une station modulaire pour l'approvisionnement en eau potable.